# فريتز أولمان
فريتز أولمان (بالألمانية: Fritz Ullmann)‏ (و. 1875 – 1939 م) هو كيميائي من ألمانيا، وسويسرا، ولد في فورث، توفي في جنيف، عن عمر يناهز 64 عاماً.

## التعليم
تعلم في جامعة جنيف.